# Baron Eure

Wappen der Barone Eure

Baron Eure war ein erblicher britischer Adelstitel in der Peerage of England.

## Verleihung
Der Titel wurde am 24. Februar 1544 durch Letters Patent für Sir William Eure, Gutsherr von Witton im County Durham, geschaffen. 
Der Titel erlosch beim Tod seines Urururururenkels, des 7. Barons, am 27. April 1707.

## Liste der Barone Eure
- William Eure, 1. Baron Eure (um 1485–1548)
- William Eure, 2. Baron Eure (1529–1594)
- Ralph Eure, 3. Baron Eure (1558–1617)
- William Eure, 4. Baron Eure (um 1579–1646)
- William Eure, 5. Baron Eure († 1652)
- George Eure, 6. Baron Eure († 1672)
- Ralph Eure, 7. Baron Eure († 1707)